# قرناء صحراوية
القرناء الصحراوية (الاسم العلمي: Cerastes cerastes) (بالإنجليزية: Saharan horned viper)‏، هو نوع من الزواحف يتبع جنس القرناء من فصيلة الأفاعي ضمن رتبة الحرشفيات. تستوطن أفريقيا وأجزاء من الشرق الأوسط. متوسط طوله الإجمالي مجموع الجسم والذيل يكون ما بين 30 إلى 60 سم ولا يزيد طولها عن 85 سم حيث أن الإناث يكونون أطول من الذكور. لها عيون بارزة وقرنين فوق العيون، لون جلدها أصفر أو رمادي شاحب أو وردي محمّر. وعادةً يتشابه لون جلدها بلون التربة المحيطة.

## معرض

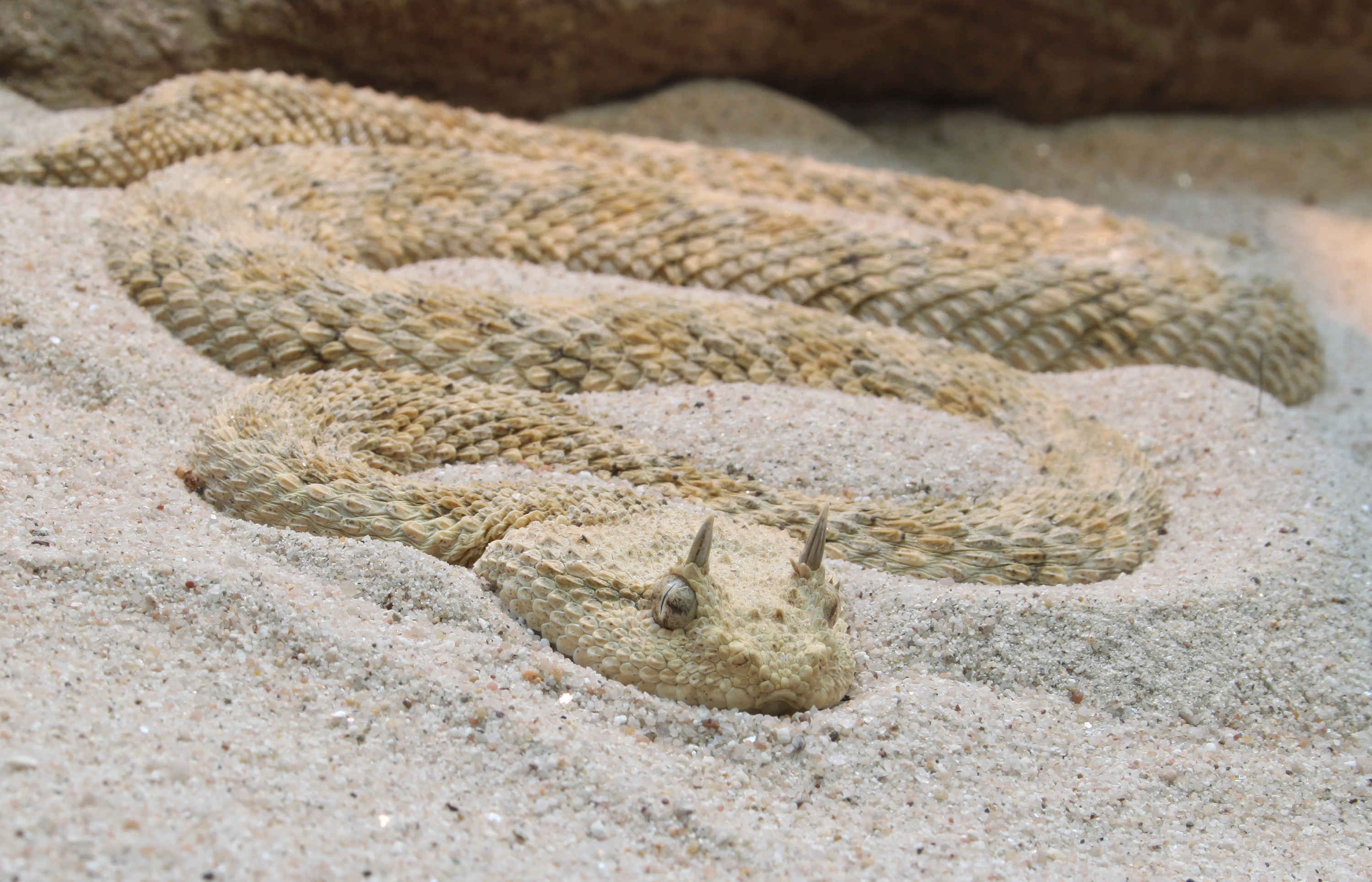
القرناء الصحراوية
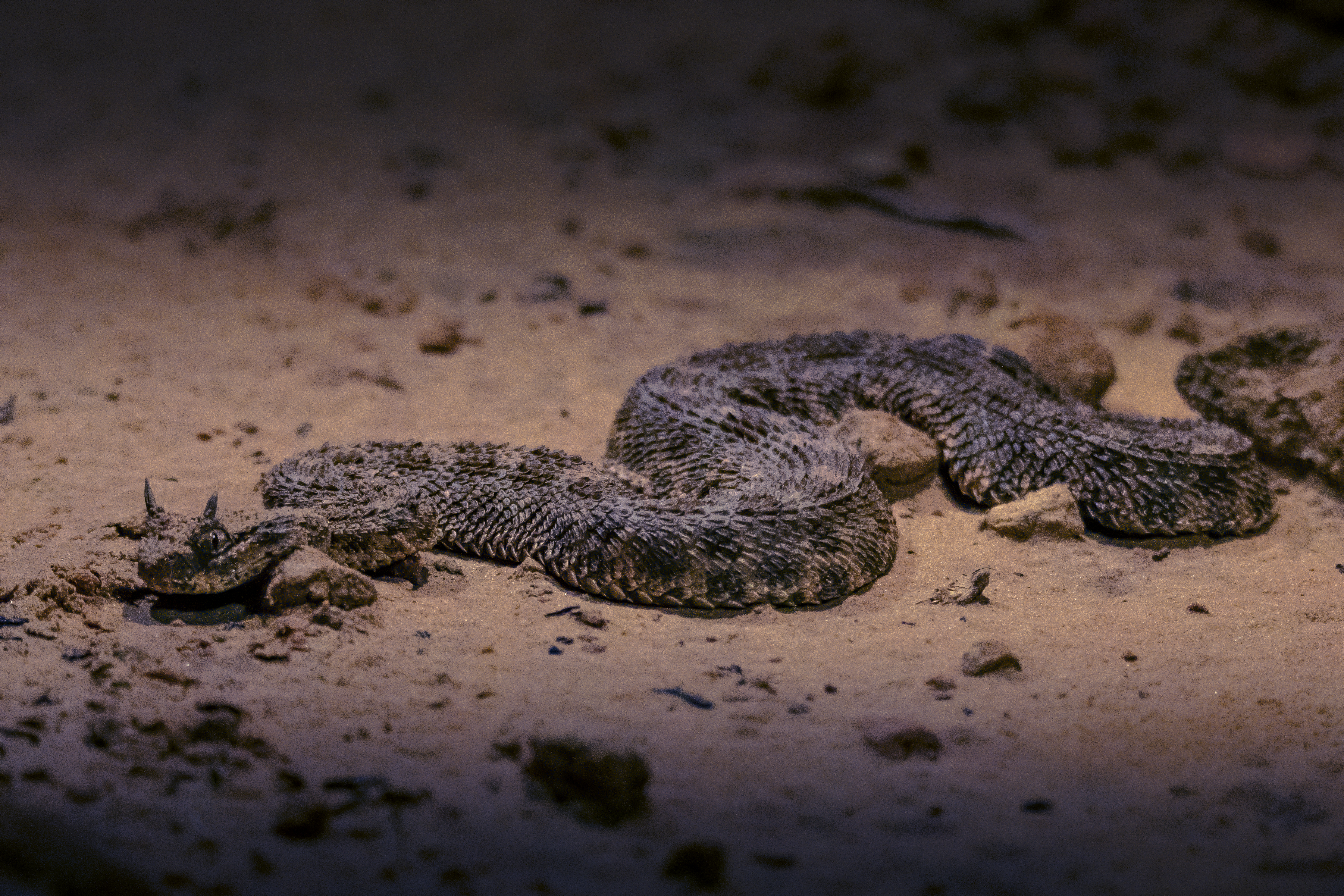
قرناء صحراوية